# Dyedptahiufanj

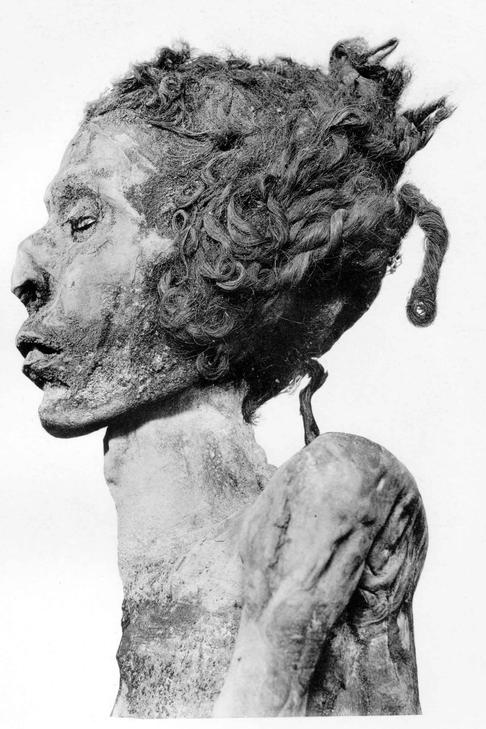
Momia de Djedptahiufan, en DB320.

Dyedptahiufanj (circa 969 - c. 935 a. C.) sirvió como Segundo y Tercer Profeta de Amón durante el reinado de Sheshonq I de la Dinastía XXII de Egipto.

## Familia y antecedentes
Dyedptahiufanj únicamente se conoce por su entierro y su momia. Tenía el título de Gobernador de Distrito así como el de «Hijo del Rey Ramsés» e «Hijo del Señor de las Dos Tierras». Esto último puede sugerir que estaba relacionado posiblemente con la familia real de la XXI o XXII dinastías. Se ha conjeturado que Djedptahiufanj fuera el marido de Nesitanebetashru (A) (que era hija de Pinedyem II y Nesjons). Esta teoría se basa únicamente en el hecho de que Djedptahiufanj fue enterrado junto a Nesitanebetashru en la tumba DB320 de Deir el-Bahari.

## Muerte y entierro
Murió a mediados del reinado de Sheshonq I según las inscripciones encontradas en las vendas de su momia y ataúd. Fue enterrado en Deir El-Bahari, en la tumba DB320, que en realidad sirvió como tumba de la familia del Sumo sacerdote de Amón Pinedyem I, durante la dinastía XXI. DB320 fue descubierta en el siglo XIX y rápidamente se hizo famosa por resultar ser un escondrijo de muchas de las momias reales más importantes del Imperio Nuevo de Egipto, incluidos los restos mortales de Amenofis I, Ramsés II, Ramsés III, Ramsés IX y Tutmosis I, Tutmosis II y Tutmosis III.
En el cuerpo de Djedptahiufanj se encontraron tres vendajes separados que datan de los años 5, 10 y 11 del reinado de Sheshonq I. Djedptahiufanj fue encontrado intacto, y fue desenvuelto por Gaston Maspero en 1886. En 1906 se menciona también el descubrimiento de algunas de las joyas, en forma de anillos de oro, amuletos y un ureo, entre otros artículos, que se encontraron en el cuerpo.